# 里海怪物
KM（Korabl Maket）（俄语：
，意為「船-原型」），俗稱里海怪物（Ekranoplan 或“Kaspian Monster”），原苏联阿列克谢耶夫中央设计局利用地面效應设计的地效飞行器。
苏联早於1923年已開始研究翼地效应。同年，尤里耶夫展开有關研究。1935年，苏联的中央流体动力研究院亦開始有關研究。二次大戰後，各國纷纷加入研究，但都只是三分钟热度，只有苏联坚持下来。當時苏联有两間设计局研制地效飞行器，分別是别里也夫飞机设计局和阿列克谢耶夫中央设计局。前者主要研發水上飞机，後者則製造船隻。
阿列克谢耶夫中央设计局的地效飞行器主要是軍事用途，可以用來發射导弹、反潜和突击登陆。1963年，设计局的伏尔加造船厂應海军要求，开始建造地效飞行器。1966年10月16日於裡海的蘇聯卡斯皮斯克(今達吉斯坦境內)，原形飞行器首飞成功，體積亦不斷擴大。西方國家到了1980年代初，才透過侦察卫星發現這種飞行器。由於飞行器非常大，且又在里海航行，所以將之賦予里海怪物的代號。飞行器长106米，重495吨，这样的庞然大物能够运动靠的是“翼地效应”：8台涡轮风扇发动机每一个都能产生12万7千牛的推力，这可以让它获得很高的速度，并在地面与机翼之间产生一个高压气垫而使机翼获得额外的强大升力——这也意味着里海怪物如果依靠地面效应产生的升力时只能贴着水面飞行。
里海怪物雖然是飛行器，卻透過擲瓶禮下水，演練期間經歷過兩次失事，一次是1969年，另一次在1980年。第一次因海面大雾，飞行员无法分辨地平线，導致大浪拍打机身，最終失事。第二次的事故原因是飞行员操作失误，雖然無人傷亡但最終在拖曳無果下沉入裡海。但它為後續的一系列地效飞行器研發，提供了大量的宝贵数据。

## 技术数据
- 長106.1米（348 英尺），翼展40米（131英尺）
- 起飞重量495吨（1,091,000磅）
- 機翼配置8台 VD-7 涡扇发动机
- 原先配置2台发动机在尾部，後移到機頭，即驾驶舱的顶部